# Impi Visser
Pour les articles homonymes, voir Visser.
Impi Visser est un joueur sud-africain de rugby à sept né le 30 mai 1995 à Pongola, dans le KwaZulu-Natal.

## Biographie
Il a remporté avec l'équipe d'Afrique du Sud la médaille de bronze du tournoi masculin des Jeux olympiques d'été de 2024, organisés à Paris.